# Noordermolen (Akersloot)
De Noordermolen is een poldermolen aan de Hoogegeest 41 te Akersloot (gemeente Castricum) in de provincie Noord-Holland. Hij is vermoedelijk in 1589 gebouwd ter bemaling van de Groot-Limmerpolder, nadat de Spanjaarden in 1573, tijdens het beleg van Alkmaar in de Tachtigjarige Oorlog, de voorganger van de molen hadden vernield.
De molen is uitgerust met een houten vijzel. Oorspronkelijk was het een binnenkruier; in de 19e eeuw is de Noordermolen verbouwd tot bovenkruier.
De molen is eigendom van het Hoogheemraadschap Hollands Noorderkwartier en is niet te bezoeken.